# Little River Band
Little River Band o LRB es una banda de soft rock australiana formada en Melbourne a marzo de 1975. El grupo eligió el nombre después de pasar por una carretera que conduce al municipio de Victoria de Little River, cerca de Geelong, mientras se dirigían a una presentación. Little River Band han disfrutado de un extenso éxito comercial, no solo en Australia, sino también en Estados Unidos. Durante su carrera, la banda vendió más de 25 millones de discos y lograron tener 13 éxitos en el U.S. Top 40 hits agregando todos los premios ganados en Australia.
Los miembros originales eran: Glenn Shorrock; Graham Goble; Beeb Birtles; Ric Formosa; Roger McLachlan y Derek Pellicci. La música y la letra de la mayoría de las composiciones del grupo fueron aportados por Goble y Shorrock sobre todo – con la colaboración de Birtles y Briggs.
En mayo de 2001 el Australasian Performing Right Association (APRA), apareció una canción como parte de las celebraciones de su 75 aniversario, llamada "Cool Change", escrita por Shorrock, llegó a ser un número uno en el Top 30 Australian songs en mucho tiempo. El 'la alineación clásica' de Birtles, Pellicci, Gobles, Shorrock, el guitarrista David Briggs y el bajista George McArdle, fueron incluidos en el Australian Recording Industry Association (ARIA) Hall of Fame y en el Annual "ARIA Music Awards of 2004" quedando en el puesto número 18.

## Historia

### Primeros años
Cuando Little River Band se formó en 1975, Australia se dio cuenta rápido de la noticia. Los miembros de la banda clave ya eran bien conocidos a los australianos. El cantante Glenn Shorrock se había hecho famoso a mediados de los años 60 con el grupo the Twilights, un grupo de pop The Beatles con sonido que se anotó un número de un registro nacional con su versión de la Velvelettes "aguja en un pajar". Cuando el grupo se separó en 1969, Shorrock se convirtió en el cantante de Axiom, que "A Little Ray of Sunshine" sigue siendo un alimento básico australiano de rock clásico. Birtles LRB la BBC había sido el bajista de un grupo de pop popular Crepúsculo de la era llamada Zoot (Rick Springfield era un miembro más adelante). Cuando ese grupo se disolvió, en busca de la credibilidad musical, Birtles audición como bajista, pero fue elevado inmediatamente a una posición de primera línea junto a Graham Goble. Incluso LRB gerente era bien conocida. Glenn Wheatley fue el bajista de otra de las bandas de Australia y, posiblemente, su más legendario, los aprendices Masters. Teniendo en cuenta todas estas circunstancias, cuando Shorrock y Birtles reveló que se estaban formando un grupo con Goble, gestionado por Wheatley, que era importante acontecimiento en la música australiana.

### Ascendencia a la fama
Todos tuvieron un tiro al estrellato internacional a través de Inglaterra, sin éxito. Little River Band se formó para conquistar el mundo, desde Australia a través de América. Con esto en mente, casi de inmediato entró en el estudio, incluso antes de que el resto de la banda se haya consolidado. Conservan al baterista de Mississippi Derek Pellicci y fueron en busca de un guitarrista y un bajista. Una versión muy temprana del grupo grabó "When Will I Be Loved" de los Everly Brothers como sencillo, una grabación que fue dejada de lado cuando Linda Ronstadt también decidió elegir esa canción como sencillo. El proyecto Little River Band fue country-rock como el practicado por exponentes como The Eagles.

#### Primer álbum

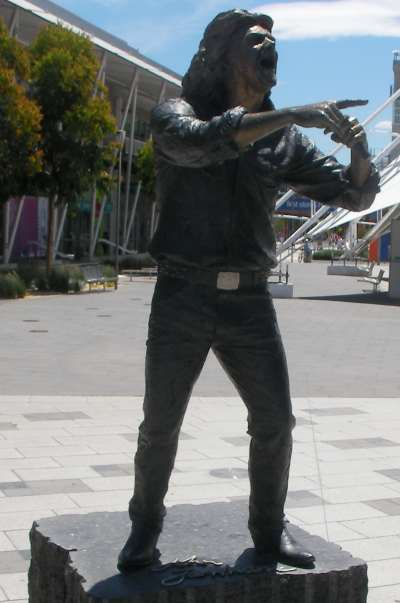
John Farnham vocalista de la banda entre 1982-1986

Su primer álbum homónimo fue lanzado en noviembre de 1975. El siguiente mayo lanzaron un segundo álbum, después de horas y en septiembre de ese año salieron en su primer viaje exterior en apoyo de la reina en Hyde Park y la banda blanca promedio en Estados Unidos para promover el lanzamiento del primer álbum. Su epopeya de ocho minutos-medio "Es un camino largo" se había editado por liberación como una sola y estaba empezando a tener un gran impacto. Graham Goble había escrito la canción sobre el largo viaje teniendo su lavandería volver a su madre en Adelaida de Melbourne. A Estados Unidos en estado de shock después de la Presidencia de Nixon, la canción tomó una dimensión de otra. LRB había hecho un gran avance. Su compañía discográfica estadounidense decidió que el segundo álbum, horas después, era demasiado oscuro y pone a la banda directamente en el estudio para grabar el álbum siguiente, resuelve utilizar algunas de las pistas después de horas y lo mejor de lo que estaba siendo grabado para el tercer álbum australiano . En ambas formas, el resultado fue llamado el cóctel de Diamantina, producido por John Boylan (Linda Ronstadt).
Hasta la fecha, el éxito de LRB en Australia había sido modesto con un lugar de la banda en la historia de la música de Australia--respetado pero no totalmente abrazado. El sencillo de su nuevo álbum, "Ayudar es en su forma" de Glenn Shorrock, cambió eso. Otro hecho importante en América, fue el número uno de Australia. El álbum vendió oro en América, la primera vez que un acto australiano había logrado tal hazaña. Fue seguido por el "Sleeper Catcher", nuevamente producido por Boylan, el primer álbum grabado en Australia en vender más de un millón de copias en Estados Unidos. Esta vez, un éxito mayor de LRB fue en América, con el sencillo "Reminiscing" convirtiéndose en un hit número 3. Esta era la canción que John Lennon confesó que hizo mucho por él durante su separación de Yoko Ono "largo fin de semana".

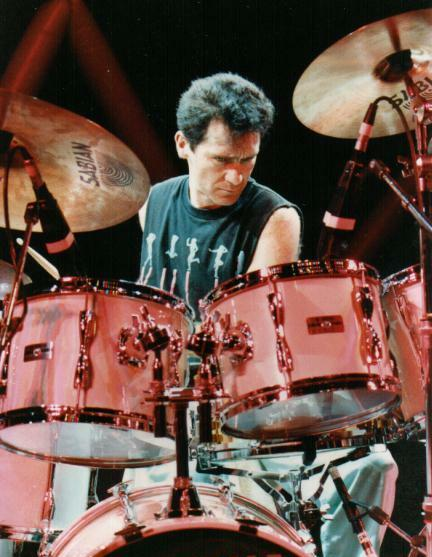
Derek Pellicci, baterista

### Fines de los 70 y principios de los 80: Giras impresionantes
Para los próximos cuatro años, LRB mantuvo las poblaciones de los dos continentes, con la banda conocida por sus actuaciones en directo impecables. Internamente, las relaciones no eran tan felices. Desde el primer álbum la línea frontal compuesta por Shorrock, Birtles y Goble graban por separado. En la carretera viajaron por separado. Sólo sobre el escenario fueron "juntos". Los cambios regulares en la línea posterior sólo contribuyeron a las tensiones. Durante un descanso entre los tours americanos, Goble comenzó escribiendo y produciendo un álbum para la leyenda del pop australiano John Farnham. Luego éste agita a la banda para reemplazar a Shorrock. Australia se conmueve hasta sus orejas, pero América estaba en estado de shock, como podía ser que la todavía exitosa banda haya decidido por la sustitución del cantante de todos sus grandes éxitos con un desconocido. Sin embargo, el cambio se realizó y Farnham se encaminó al estudio de grabación para grabar "The Net". Los cambios en la formación de la banda fueron más seguidos, incluyendo la salida de Beeb Birtles.

### Mediados y finales de los 80 y comienzos de los 90
En total, John Farnham grabó tres álbumes con LRB en más de cuatro años. El experimento nunca funcionó. A pesar del talento de Farnham, América siempre prefirió a Glenn Shorrock. A finales de 1985, mientras LRB estaban contemplando seriamente su futuro Farnham tomó la iniciativa de dejarlos para empezar a trabajar en otro álbum, "Susurrando Jack", un álbum que rehabilitó completamente a Farnham como el artista más vendido en Australia. LRB se reagruparon en 1988 con una nueva administración y un nuevo sello discográfico. Glenn Shorrock y Derek Pellicci reincorporaron a Goble, con los "chicos nuevos" Wayne Nelson y John Housden, para grabar el álbum "Monsoon" y su sencillo, "El amor es un puente". En 1990, Goble dejó a la banda como miembro de gira y la banda como los aficionados la habían conocido finalmente se separó un día en 1991.

### Años 90 a la actualidad
Y sin embargo la historia continúa. Durante un tiempo, el baterista Derek Pellicci ha seguido haciendo giras como LRB con una alineación incluyendo a Glenn Shorrock. Cuando Shorrock no quiso cumplir un horario determinado debido a otros compromisos, fue despedido, dando como resultado desagradables acciones legales. Luego partió también Pellicci, pero una línea de LRB continuó viviendo y trabajando en Estados Unidos, aún con los retardatarios Wayne Nelson y Steve Housden. A pesar de o tal vez por todo esto, el álbum "We call it Christmas", apareció en Navidad del 2008. Ed Nimmervoll, Rovi

### Discografía
| Años                                    | Álbum                         | Posiciones en listas | Posiciones en listas | Certifications (Certificación) |
| Años                                    | Álbum                         | AUS                  | US                   | Certifications (Certificación) |
| --------------------------------------- | ----------------------------- | -------------------- | -------------------- | ------------------------------ |
| 1975                                    | Little River Band             | 17                   | 80                   |                                |
| 1976                                    | After Hours                   | 5                    | —                    |                                |
| 1977                                    | Diamantina Cocktail           | 2                    | 49                   | - US: Gold                     |
| 1978                                    | Sleeper Catcher               | 4                    | 16                   | - US: Platinum                 |
| 1979                                    | First Under the Wire          | 2                    | 10                   | - US: Platinum                 |
| 1981                                    | Time Exposure                 | 9                    | 21                   | - US: Gold                     |
| 1983                                    | The Net                       | 11                   | 61                   |                                |
| 1984                                    | Playing to Win                | 38                   | 75                   |                                |
| 1986                                    | No Reins                      | 85                   | —                    |                                |
| 1988                                    | Monsoon                       | 91.                  | —                    |                                |
| 1990                                    | Get Lucky                     | 54                   | —                    |                                |
| 1997                                    | I Dreamed Alone               | —                    | —                    |                                |
| 2000                                    | Where We Started From         | —                    | —                    |                                |
| 2004                                    | Test of Time                  | —                    | —                    |                                |
| 2006                                    | Re-arranged                   | —                    | —                    |                                |
| 2007                                    | We Call It Christmas          | —                    | —                    |                                |
| 2011                                    | A Little River Band Christmas | —                    | —                    |                                |
| 2013                                    | Cuts Like a Diamond           | —                    | —                    |                                |
| 2016                                    | The Hits...Revisited          | —                    | —                    |                                |
| 2020                                    | Black Tie                     | —                    | —                    |                                |
| "—" denotes releases that did not chart |                               |                      |                      |                                |

### Álbumes en directo
| Año                                     | Álbum                                 | Posiciones en listas | Posiciones en listas | Certifications (Certificación) |
| Año                                     | Álbum                                 | AUS                  | US                   | Certifications (Certificación) |
| --------------------------------------- | ------------------------------------- | -------------------- | -------------------- | ------------------------------ |
| 1979                                    | Backstage Pass                        | 18                   | 44                   |                                |
| 1980                                    | Live in America                       | 35                   | —                    |                                |
| 1992                                    | Live Classics                         | —                    | —                    |                                |
| 2002                                    | One Night in Mississippi              | —                    | —                    |                                |
| 2007                                    | Reminiscing: Collection of Their Hits | —                    | —                    |                                |
| "—" denotes releases that did not chart |                                       |                      |                      |                                |

### Álbumes recopilatorios
| Año                                     | Álbum                                             | Posiciones en listas | Posiciones en listas | Certfications (Certificación) |
| Año                                     | Álbum                                             | AUS                  | US                   | Certfications (Certificación) |
| --------------------------------------- | ------------------------------------------------- | -------------------- | -------------------- | ----------------------------- |
| 1978                                    | It's a Long Way There (Greatest Hits)             | 4                    | —                    |                               |
| 1982                                    | Greatest Hits                                     | 4                    | 33                   | - US: 2× Multi-Platinum       |
| 1988                                    | Too Late to Load (Rarities Collection, 1975-1986) | —                    | —                    |                               |
| 1991                                    | Worldwide Love                                    | —                    | —                    |                               |
| 1995                                    | Reminiscing: The 20th Anniversary Collection      | —                    | —                    |                               |
| 2005                                    | The Definitive Collection                         | —                    | —                    |                               |
| "—" denotes releases that did not chart |                                                   |                      |                      |                               |

## Sencillos
| Año                                     | Título                             | Posiciones en listas | Posiciones en listas | Posiciones en listas | Álbum                |
| Año                                     | Título                             | AUS                  | US                   | US AC                | Álbum                |
| --------------------------------------- | ---------------------------------- | -------------------- | -------------------- | -------------------- | -------------------- |
| 1975                                    | "Curiosity (Killed the Cat)"       | 15                   | —                    | —                    | Little River Band    |
| 1975                                    | "Emma"                             | 20                   | —                    | —                    | Little River Band    |
| 1975                                    | "It's a Long Way There"            | 35                   | 28                   | —                    | Little River Band    |
| 1975                                    | "I'll Always Call Your Name"       | —                    | 62                   | —                    | Little River Band    |
| 1976                                    | "Everyday of My Life"              | 29                   | —                    | —                    | After Hours          |
| 1976                                    | "Broke Again"                      | —                    | —                    | —                    | After Hours          |
| 1977                                    | "Help Is on Its Way"               | 1                    | 14                   | —                    | Diamantina Cocktail  |
| 1977                                    | "Witchery"                         | 33                   | —                    | —                    | Diamantina Cocktail  |
| 1977                                    | "Home on Monday"                   | 73                   | —                    | —                    | Diamantina Cocktail  |
| 1977                                    | "Happy Anniversary"                | —                    | 16                   | —                    | Diamantina Cocktail  |
| 1978                                    | "Shut Down Turn Off"               | 16                   | —                    | —                    | Sleeper Catcher      |
| 1978                                    | "Reminiscing"                      | 35                   | 3                    | —                    | Sleeper Catcher      |
| 1978                                    | "So Many Paths" (B-side)           | —                    | —                    | —                    | Sleeper Catcher      |
| 1978                                    | "Lady"                             | 46                   | 10                   | 7                    | Sleeper Catcher      |
| 1979                                    | "Lonesome Loser"                   | 19                   | 6                    | —                    | First Under the Wire |
| 1979                                    | "Cool Change"                      | —                    | 10                   | —                    | First Under the Wire |
| 1980                                    | "It's Not a Wonder" (live)         | —                    | 51                   | —                    | Backstage Pass       |
| 1981                                    | "The Night Owls"                   | 18                   | 6                    | —                    | Time Exposure        |
| 1981                                    | "Take It Easy on Me"               | —                    | 10                   | 14                   | Time Exposure        |
| 1981                                    | "Man on Your Mind"                 | —                    | 14                   | 26                   | Time Exposure        |
| 1982                                    | "The Other Guy"                    | 18                   | 11                   | 6                    | Greatest Hits        |
| 1982                                    | "Down on the Border"               | 7                    | —                    | —                    | Greatest Hits        |
| 1982                                    | "St. Louis"                        | 43                   | –                    | –                    | Non-album single     |
| 1983                                    | "We Two"                           | 49                   | 22                   | 17                   | The Net              |
| 1983                                    | "You're Driving Me Out of My Mind" | —                    | 35                   | —                    | The Net              |
| 1985                                    | "Playing to Win"                   | 59                   | 60                   | —                    | Playing to Win       |
| 1985                                    | "Blind Eyes"                       | —                    | —                    | —                    | Playing to Win       |
| 1986                                    | "Face in the Crowd"                | —                    | —                    | —                    | No Reins             |
| 1986                                    | "When the War is Over"             | —                    | —                    | —                    | No Reins             |
| 1986                                    | "No Reins on Me"                   | 73                   | —                    | —                    | No Reins             |
| 1986                                    | "Paper Paradise"                   | —                    | —                    | —                    | No Reins             |
| 1988                                    | "Love is a Bridge"                 | 6                    | —                    | —                    | Monsoon              |
| 1988                                    | "Son of a Famous Man"              | 62                   | —                    | —                    | Monsoon              |
| 1988                                    | "Soul Searching"                   | 52                   | —                    | —                    | Monsoon              |
| 1990                                    | "Every Time I Turn Around"         | —                    | —                    | 27                   | Get Lucky            |
| 1990                                    | "If I Get Lucky"                   | 75                   | —                    | 22                   | Get Lucky            |
| "—" denotes releases that did not chart |                                    |                      |                      |                      |                      |

## Miembros de la banda

### Vocalistas líderes
- - Glenn Shorrock 1975–1982, 1987–1996
  - John Farnham 1982–1986
  - Steve Wade 1996–2000
  - Wayne Nelson 2000–presente

### Guitarristas líderes
- - Graham Davidge 1975 (primera grabación sólo como miembro de sesión)
  - Ric Formosa 1975–1976
  - David Briggs 1976–1981
  - Stephen Housden 1981–2006
  - Rich Herring 2006–presente

### Guitarristas rítmicos
- - Graeham Goble 1975-1992 (stopped touring with group in 1989)
  - Beeb Birtles 1975-1983
  - Peter Beckett 1989-1997
  - Paul Gildea 1998-2000
  - Greg Hind 2000–presente

### Bajistas
- - Roger McLachlan 1975–1976, 1998–1999
  - George McArdle 1976–1979
  - Barry Sullivan 1979–1980
  - Wayne Nelson 1980–1996, 1999–presente
  - Hal Tupea 1996–1997

### Bateristas
- - Derek Pellicci 1975–1984, 1987–1998
  - Geoff Cox 1978 tour, filling in for injured Pellicci
  - Steve Prestwich 1984–1986
  - Malcolm Wakeford 1986
  - Kevin Murphy 1998–2004
  - Kip Raines 2004-2005
  - Billy Thomas 2005–2007
  - Mel Watts 2007–presente

### Tecladistas
- - No tuvieron tecladista de 1975–1978; 1982–1983
  - Mal Logan 1978–1982
  - David Hirschfelder 1983–1986
  - James Roche 1988–1990
  - Tony Sciuto 1990–1992; 1993–1997
  - Richard Bryant 1992-1993
  - Adrian Scott 1998-1999
  - Glenn Reither 1999–2004
  - Chris Marion 2004–presente

## Miembros actuales
- Wayne Nelson (bajo, voz líder)
- Greg Hind (guitarra rítmica, voz)
- Chris Marion (teclados, voz)
- Mel Watts (batería, voz)
- Rich Herring (guitarra líder, voz)